# زيد شاكر
زيد شاكر (بالإنجليزية: Zaid Shakir) عالم دين مسلم أمريكي ، شخصية مسلمة مؤثرة في الغرب  ، من المؤسسين لمعهد الزيتونة في بيركلي بالولايات المتحدة. حاصل على الماجستير في العلوم السياسية في جامعة روتجرز. وعلى بكالوريوس شرفي في العلاقات الدولية من جامعة واشنطن.

## دراسته للعلوم الإسلامية
سافر إلى سوريا لدراسة العلوم الإسلامية وبقي فيها لمدة سبع سنوات وكان من ضمن المتخرجين من مجمع أبو النور بدمشق عام 2001م، وأخذ على عدد من علماء الشام. كما أنه سافر لفترة قصيرة إلى المغرب.

## مؤلفاته
- التفسير والعلوم القرآنية.
- مقاومة العولمة بالأخوَّة الصحيحة.
- الثقافة والإسلام في أمريكا.

## مقالات ذات صلة
- حمزة يوسف
- نوح كلر
- يوسف إسلام
- علي الجفري